# Jack McDowell
Pour les articles homonymes, voir McDowell et Black Jack.
Jack Burns McDowell (né le 16 janvier 1966 à Van Nuys, Californie, États-Unis) est un ancien lanceur droitier de baseball. Il a joué dans les Ligues majeures de 1987 à 1999. 
Le lanceur surnommé Black Jack a passé sept de ses treize saisons dans les majeures avec les White Sox de Chicago. Il a remporté le trophée Cy Young comme meilleur lanceur de la Ligue américaine en 1993 et fut invité trois fois au match des étoiles du baseball majeur.
McDowell est également musicien au sein du groupe rock Stickfigure. Il est aussi blogueur pour un site Internet appartenant au Chicago Tribune.

## Carrière au baseball
Après avoir été drafté une première fois en 1984 par les Red Sox de Boston (sans signer de contrat avec l'équipe), Jack McDowell devient un choix de première ronde des White Sox de Chicago en 1987. Il joue sa première partie dans les majeures le 15 septembre 1987 et est intégré dès la saison suivante à la rotation de lanceurs partants des White Sox. 
Il connaît à Chicago 5 saisons consécutives (1990-1994) de 10 victoires ou plus et est invité au match des étoiles en 1991, 1992 et 1993. 
En 1991, il  remporte 17 victoires contre 10 défaites, mène la Ligue américaine pour le nombre de départs au monticule (35) et domine les majeures avec 15 matchs complets. 
En 1992, il remporte 20 victoires pour la première fois, n'encaissant que 10 défaites, et domine une fois de plus les majeures pour les matchs complets (13).
En 1993, il domine les Ligues majeures avec 22 gains (contre 10 revers) et 4 blanchissages. Il remporte le trophée Cy Young comme meilleur lanceur de la Ligue américaine. 
En novembre 1993, il est impliqué dans une bagarre à La Nouvelle-Orléans et est soigné à l'hôpital après avoir été assommé par le videur d'un bar qu'il avait attaqué. Un ami musicien, le chanteur Eddie Vedder, est arrêté par les policiers après l'échauffourée.
McDowell quitte Chicago après la saison 1994. En décembre, les Sox l'échangent aux Yankees de New York contre Lyle Mouton et Keith Heberling.
Le lanceur droitier ne s'aligne qu'une seule saison avec les Yankees, mais elle sera mouvementée. Le 18 juillet 1995, après avoir été accordé 13 coups sûrs et 9 points à son ancienne équipe, les White Sox, il quitte le terrain sous les huées de la foule et réplique en brandissant son majeur aux spectateurs rassemblés au Yankee Stadium. Dans les semaines suivant l'incident, pour lequel il dut payer 5 000 dollars d'amende, il remporte 7 de ses 9 décisions et affiche pendant cette période une moyenne de points mérités de 1,81.
McDowell termine la saison avec une fiche gagnante de 15-10 mais en octobre, dans une Série de division épique entre les Yankees et Seattle, il accorde à Edgar Martinez le coup sûr dramatique qui propulse les Mariners vers leur première Série de championnat. Ce sera le dernier match de McDowell pour l'équipe new-yorkaise.
Il se joint aux Indians de Cleveland en 1996 et signe une 7e et dernière campagne consécutive de 10 victoires ou plus. Ses statistiques déclinent rapidement au cours de ses 3 dernières saisons, dont les 2 dernières avec les Angels d'Anaheim. Il se retire en 1999.
En 277 parties dans les majeures, dont 275 départs, Jack McDowell a œuvré au monticule durant 1889 manches, retirant 1311 frappeurs sur des prises. Il a remporté 127 victoires contre 87 défaites, réussi 62 parties complètes et 13 blanchissages, et affiché une moyenne de points mérités de 3,85.

## Carrière de musicien
Jack McDowell est guitariste et son groupe, Stickfigure, a été formé en 1992.
En 2008, les musiciens Scott McCaughey (du groupe The Minus 5), Steve Wynn, Linda Pitmon et Peter Buck (de R.E.M.) ont créé un groupe nommé The Baseball Project. Sur leur album Frozen Ropes and Dying Quails, on retrouve la chanson The Yankee Flipper, un hommage à Jack McDowell, ami du groupe. La chanson réfère à l'incident qui a impliqué le lanceur et les spectateurs du Yankee Stadium en 1995.